# ریچل ماینر
ریچل ماینر (انگلیسی: Rachel Miner؛ زاده ۲۹ ژوئیهٔ ۱۹۸۰) هنرپیشه اهل ایالات متحده آمریکا است. وی از سال ۱۹۹۰ میلادی تاکنون مشغول فعالیت بوده‌است.
از فیلم‌هایی که وی در آن‌ها نقش داشته‌است، می‌توان به با چنگ و دندان، هنری فول، آلیس، کوکب سیاه و پناهگاه اشاره نمود.
و در سریال سوپرنچرال در نقش مگ مسترز(یک شیطان)ایفای نقش نموده است.